# Gilda (film)

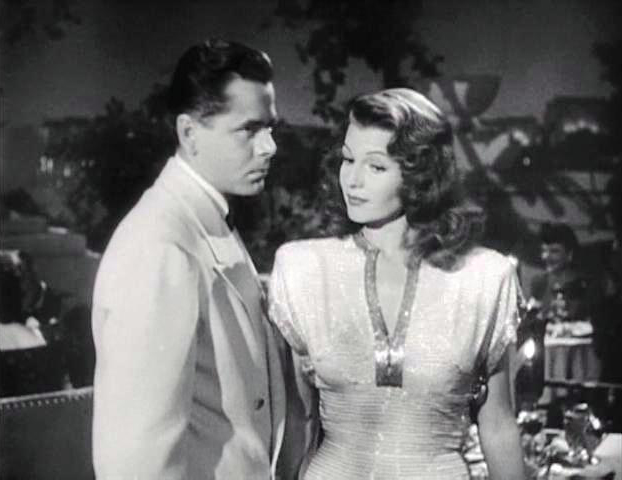
Rita Hayworth i Glenn Ford w scenie z filmu

Gilda (ang. Gilda) – amerykański film w reżyserii Charlesa Vidora z 1946 roku. Jeden z najsłynniejszych filmów w dorobku aktorskim Rity Hayworth.

## Fabuła
Akcja toczy się w Buenos Aires. Nałogowy hazardzista Johnny Farrell (Glenn Ford) jest stałym bywalcem jednego z tamtejszych kasyn. Właściciel kasyna Ballin Mundson (George MacReady) oferuje mu pracę, którą Farrell przyjmuje. Niebawem zyskuje zaufanie szefa i staje się jego prawą ręką. Jakiś czas później poznaje żonę Mundsona – piękną Gildę (Rita Hayworth). Rozpoznaje w niej swoją dawną kochankę. Szef nieświadomy uczucia, jakie łączyło kiedyś jego żonę z Farrellem, powierza mu obowiązki opiekuna Gildy. Wkrótce Farrell przekonuje się, że Gilda nienawidzi swojego męża.

## Krytyka
Jan Józef Szczepański określił film jako intelektualnie prowincjonalny, stwierdzając, że nie ma w nim nic prócz niesmacznej pozy i sensacyjnej bujdy, wzorowanej na najbardziej wyświechtanych szablonach. Nawet szeroko reklamowany "sex-appeal" Rity Hayworth określił jako żałosną karykaturę czegoś, co istniało wyłącznie i jedynie w trzeciorzędnej literaturze wagonowej, a jej "uwodzicielskie" pląsy przywiodły mu na myśl objawy ostrych żołądkowych zaburzeń. Uznał film za szkodliwy i niebezpieczny z uwagi na fakt, że szerzył pewne wzory życiowego stylu najmniej godne imitacji.

## Obsada
- Rita Hayworth – Gilda
- Glenn Ford – Johnny Farrell
- George Macready – Ballin Mundson
- Joseph Calleia – Detektyw Maurice Obregon
- Steven Geray – wujek Pio
- Joe Sawyer – Casey
- Gerald Mohr – kapitan Delgado
- Robert E. Scott – Gabe Evans
- Ludwig Donath – Niemiec
- Donald Douglas – Thomas Langford
- Jerry De Castro – oddźwierny
- Julio Abadía – pisarz
- Eugene Borden – rozdający karty
- Symona Boniface – hazardzistka przy stole do ruletki
- Sam Ash – hazardzista